# Félix Boix

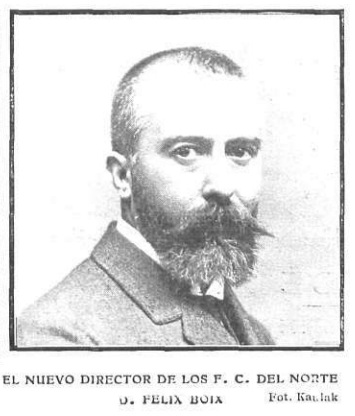
Félix Boix (1908)

Félix Boix, vollständig Félix Boix y Merino, (geboren am 26. Mai 1858 in Barcelona; gestorben am 11. Mai 1932 in Madrid) war ein spanischer Eisenbahningenieur, Direktor der Eisenbahngesellschaft Compañía de los Caminos de Hierro del Norte de España (Norte) und Mitglied der ständigen Kommission des Internationalen Eisenbahnkongresses sowie Kunstsammler und  -historiker.

## Leben
Boix war ein Sohn des Architekten und Bauingenieurs Elzeario Boix Llovateras (10. Februar 1828 – 5. Februar 1896) und dessen Frau María sowie ein jüngerer Bruder des Architekten Emilio Boix (18. November 1856 – 20. September 1904). Er studierte Hafen-, Kanal- und Straßenbau an der Schule für Bauingenieurwesen und schloss sein Studium 1880 als Bester seines Jahrgangs ab. Er arbeitete anschließend in unterschiedlichen Positionen im öffentlichen Dienst und wurde zum Leiter des Bauamts in Valencia ernannt. Er beaufsichtigte unter anderem den Bau der Kanäle im Vega de Lorca-Tal in Murcia. In Madrid war er eine Zeit lang als Leiter der Straßenbauabteilung im Ministerium für öffentliche Arbeiten aktiv und war mit Guillermo Brockmann, Juan Cervantes und Ramón Peironcely Gründer einer Akademie zur Vorbereitung auf die Zulassung zur Fakultät für Bauingenieurwesen.
1888 begann er seine Tätigkeit bei der Eisenbahn. Er übernahm die Leitung des Baus der Strecke zwischen Astorga und Plasencia. Im Jahr 1891 wurde er technischer Leiter bei der Compañía de los Ferrocarriles de Madrid a Cáceres y Portugal (MCP). Im April 1904 wechselte er als stellvertretender Direktor zur Norte, wurde am 1. Juni 1908 zum Direktor ernannt und war fast dreißig Jahre als Qualitätsprüfer und Ingenieur für die Bahngesellschaft tätig. Er widmete sich insbesondere technischen Fragen, setzte sich für Verbesserungen an den Gleisen, den Zügen und bei den Dienstleistungen und die Belegschaft ein. Er fungierte zudem als Berater für andere Gesellschaften, wie der portugiesischen Eisenbahngesellschaft oder der Straßenbahngesellschaft von Saragossa. Im Februar 1919 verließ Boix aufgrund von unterschiedlichen Ansichten mit dem Vorstandsvorsitzenden des Unternehmens die Norte. Er wurde Direktor der Canal de Isabel II., des für die Trinkwasserversorgung von Madrid verantwortlichen Unternehmens, und nahm am Kongress für Medizin und Hygiene 1919 teil, bei dem die Canal de Isabel II. mit der Ehrenmedaille ausgezeichnet wurde. Boix kehrte jedoch bereits im Juni 1920 zur Norte zurück und übernahm die Posten als Verwalter und Direktor. Er beteiligte sich aktiv an der Arbeit des Obersten Eisenbahnrates und wurde Mitglied des ständigen Ausschusses der Internationalen Vereinigung der Eisenbahnkongresse.

## Wirken als Kunstfreund
Boix beschäftigte sich zudem mit der kunsthistorischen Forschung, war selbst Sammler und Kunstkritiker, sowie Mitglied vieler spanischer Institutionen zum Schutz und zur Förderung der schönen Künste, wie beispielsweise des Prado-Museums. Er sammelte insbesondere Werke aus den Bereichen Malerei und Gravur sowie Keramiken aus Alcora und Talavera und betätigte sich auch als Mäzen. Boix beschäftigte sich intensiv mit den Werken romantischer Maler eher unbekannten Künstlern des 19. Jahrhunderts, wie beispielsweise Francisco Lameyer (Francisco Lameyer y Berenguer, 1825–1877), über den er 1919 einen Aufsatz veröffentlichte. Er verfasste regelmäßig Beiträge für die Zeitschrift Arte Español und die Spanische Gesellschaft der Kunstfreunde (Sociedad Española de Amigos del Arte und wurde 1922 Mitglied des Vorstands. Im selben Jahr beteiligte er sich an der Organisation der Ausstellung der Zeichnungen von 1750 bis 1860 durch die Gesellschaft und gab deren Katalog heraus. Er schrieb auch Beiträge über Künstler zum Allgemeinen Lexikon der Bildenden Künstler von der Antike bis zur Gegenwart. Das Kupferstichkabinett in Berlin erwarb 1906 einen Teil seiner Sammlung, zu der besonders auch Werke von Francisco de Goya gehörten. Eine Schenkung von Boix von mehr als 1.000 Objekten mit Bezug zu Madrid diente 1929 als Grundlage für die Gründung des Museums der Geschichte Madrids, das im ehemaligen Königlichen Hospiz von San Fernando (Real Hospicio de San Fernando) eingerichtet wurde.

## Ehrungen (Auswahl)

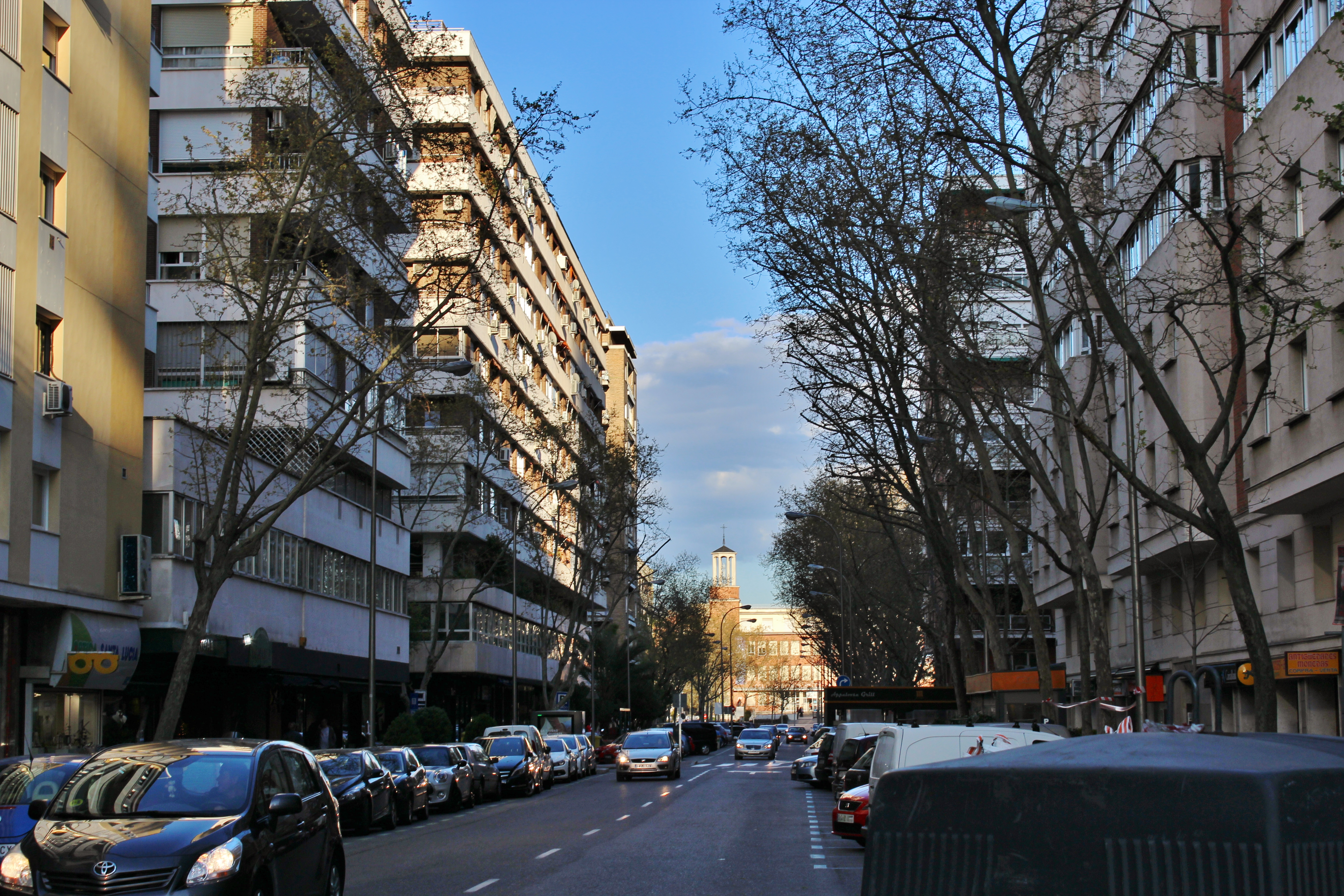
Calle de Félix Boix, Madrid

- 1925 Mitglied der Real Academia de Bellas Artes de San Fernando
- Der Bildhauer Victorio Macho Rogado (1887–1966) fertigte eine Bronzebüste von Boix an, die noch zu seinen Lebzeiten in der Lobby des Madrider Nordbahnhofs (Estación del Norte) aufgestellt wurde. Sie befindet sich seit 2001 im Museo del Ferrocarril de Madrid.[3]
- In Madrid wurde die Calle de Félix Boix, eine Straße im nördlichen Viertel, nach ihm benannt.

## Schriften (Auswahl)
- Francisco Lameyer: pintor, dibujante y grabador 1825–1877 – apuntes biográficos y notas acerca de su obra. In: Raza española. Sanz Calleja, Madrid 1919, S. 61–78.
- La litografía y sus orígenes en España. Discurso leido por Felix Boix… en su recepción… en la Real Academia de Bellas Artes de San Fernando el dia 8 de Noviembre de 1925. Madrid 1925.
- Les précurseurs de la lithographie espagnole. In: Arte Español. 15, 1925, S. 279–302.
- La gravure francaise a la chalcographie du Louvre. In: Mouseion. 1927, S. 103–115.
- Los dibujos de Goya. In: Gaceta de Bellas Artes. 19, 1928, S. 6–10.
- La primera edición de los caprichos. In: Arte Español. 1928–1929, S. 421–426.
- La primera edición de los caprichos. Blass, Madrid 1929.